# Stig Pettersson
Stig Roland Helmer Pettersson, detto Stickan (Stoccolma, 26 marzo 1935), è un ex altista svedese che gareggiò negli anni 1950 e 1960.

## Biografia
Vinse una medaglia d'argento e una di bronzo ai campionati europei, rispettivamente nelle edizioni di Belgrado 1962 e Stoccolma 1958.
Partecipò a tre edizioni dei Giochi olimpici sfiorando ripetutamente la medaglia: fu infatti quarto a Melbourne 1956, quinto a Roma 1960 e ancora quarto a Tokyo 1964. Inoltre, in veste di dirigente della rappresentativa svedese di atletica leggera, fu portabandiera alla cerimonia di apertura dei Giochi di Mosca 1980.
Pettersson fu otto volte campione svedese di salto in alto (dal 1956 al 1962 e nel 1964) e detenne il record nazionale della specialità dal 1960 al 1968. La rivista Track & Field News lo classificò fra i primi 10 al mondo dal 1956 al 1964.

## Palmarès
| Anno | Manifestazione  | Sede      | Evento        | Risultato | Prestazione | Note  |
| ---- | --------------- | --------- | ------------- | --------- | ----------- | ----- |
| 1956 | Giochi olimpici | Melbourne | Salto in alto | 4º        | 2,06 m      | [ 3 ] |
| 1958 | Europei         | Stoccolma | Salto in alto | Bronzo    | 2,10 m      |       |
| 1960 | Giochi olimpici | Roma      | Salto in alto | 5º        | 2,09 m      | [ 4 ] |
| 1962 | Europei         | Belgrado  | Salto in alto | Argento   | 2,13 m      |       |
| 1964 | Giochi olimpici | Tokyo     | Salto in alto | 4º        | 2,14 m      | [ 5 ] |